# اچ‌ام‌سی‌اس بافین (تی۲۷۵)
اچ‌ام‌سی‌اس بافین (تی۲۷۵) (به انگلیسی: HMCS Baffin (T275)) یک کشتی است که طول آن ۱۶۴ فوت (۵۰ متر) می‌باشد. این کشتی در سال ۱۹۴۲ ساخته شد.